# El muerto vivo
«El muerto vivo» es una canción del compositor y director de orquesta colombiano Guillermo González Arenas en 1965. Su letra está basada en un acontecimiento real sucedido en el departamento de Antioquia. González Arenas compuso la obra para el Trío Venezuela, pero posteriormente la pieza fue grabada por otros artistas, como el cantante cubano Rolando Laserie «el Guapachoso».
«El muerto vivo» fue adaptada por Peret, uno de los máximos exponentes de la rumba catalana, tras descubrirla en un disco de Laserie. El artista español la incluyó en una de sus primeras grabaciones, el EP La fiesta no es para feos, publicado por Discophon en 1966. Junto con otras canciones anteriormente publicadas en sencillos o EP, apareció en el primer LP del artista, el disco homónimo Peret publicado en 1967.  Se considera que «es probablemente una de las rumbas catalanas por antonomasia, de las más conocidas, cantadas y bailadas en la historia pública del género».
Peret volvió a grabarla en 2009 con Marina, cantante de Ojos de Brujo. En homenaje al cantante catalán, fue interpretada en los conciertos de una gira conjunta de Joan Manuel Serrat y Joaquín Sabina y grabada en su disco Dos pájaros de un tiro (2008). También fue versionada por Robert Trujillo y Kirk Hammett como guiño a la ciudad de Barcelona durante el concierto de Metallica en esta ciudad, en el marco de la gira europea del WorldWired Tour (2019).